# Leucopardus tigrinus
Leucopardus tigrinus is een vlinder uit de familie van de uilen (Noctuidae). De wetenschappelijke naam van de soort is voor het eerst geldig gepubliceerd in 1894 door Hampson.
De soort komt voor in het noordoosten van de Himalaya, Myanmar en het zuiden van China.